# Shanggaoqiao
Shanggaoqiao är en socken i Kina. Den ligger i provinsen Yunnan, i den sydvästra delen av landet, omkring 310 kilometer norr om provinshuvudstaden Kunming. Antalet invånare är 19 401. Befolkningen består av 9 052 kvinnor och 10 349 män. Barn under 15 år utgör 28,0 %, vuxna 15-64 år 66 %, och äldre över 65 år 5,0 %.
Genomsnittlig årsnederbörd är 1 115 millimeter. Den regnigaste månaden är juli, med i genomsnitt 281 mm nederbörd, och den torraste är december, med 7 mm nederbörd.